# Vergatello
Il Vergatello (Vargadèl in dialetto bolognese) è un corso d'acqua affluente di sinistra del tratto montano del fiume Reno, in provincia di Bologna, lungo 8,6 chilometri con bacino di 52,4 chilometri quadrati, dei quali 19,9 relativi al suo principale tributario Àneva, lungo 16,7 chilometri e più ricco d'acque perenni del Vergatello stesso.

## Percorso
Nasce alle pendici di Monte della Spe (934 m), nello spartiacque secondario fra Reno e Panaro, fra le località di Rocca di Roffeno e Castel d'Aiano. Percorre una breve valle, dapprima incassata e boscosa, poi abbastanza aperta e con versanti a prati e, alla periferia occidentale di Vergato, riceve da destra l'Àneva, meno di 2 chilometri prima della confluenza col Reno che avviene sempre presso Vergato.
Se il corso si svolge interamente in provincia di Bologna, il bacino idrografico interessa anche, specie con l'Àneva, la provincia di Modena.

## Regime idraulico
Il regime idraulico è marcatamente torrentizio: se in estate la poca acqua che versa in Reno (0,1 m³/s), gli proviene quasi tutta dall'Àneva, durante le piene trentennali arriva a portare 80 m³/s che possono divenire oltre 140 nelle piene bicentennali, con gravissimi danni per esondazione nell'abitato di Vergato, giacché il corso è abbastanza stretto; la portata media alla foce si può stimare nell'ordine di appena 0,5 m³/s.